# 職業能力開発局
職業能力開発局（しょくぎょうのうりょくかいはつきょく）は、かつて存在した中央省庁である厚生労働省の内部部局の一つ。職業訓練などを所管する。2001年1月6日の中央省庁再編で厚生省と労働省が統合されるのに伴い、労働省職業能力開発局がそのまま組織変更され発足した。
2017年7月11日付けの組織改正により、2017年7月に人材開発統括官に衣替え、同局は廃止された。

## 所管業務
公共職業訓練、技能検定の施策などを所管していた。

## 沿革
- 1947年（昭和22年）9月 - 労働省の新設に伴い、職業安定局に職業補導課が設置される
- 1949年（昭和24年） - 労働基準局に技能課が設置される
- 1956年（昭和31年） - 労働基準局の技能課と給与課が統合し、福利課となる
- 1958年（昭和33年）7月1日 - 職業安定局職業補導課、労働基準局福利課の技能者養成関係を引き継いで、職業安定局に職業訓練部（管理課、指導課）が発足する
- 1959年（昭和34年）4月1日 - 職業安定局職業訓練部に技能検定課が設置される
- 1961年（昭和36年）7月1日 - 職業安定局職業訓練部が独立し、職業訓練局（管理課、指導課、技能検定課）が設置される
- 1984年（昭和59年）7月1日 - 職業訓練局が職業能力開発局（管理課、能力開発課、技能振興課、海外協力課、企画室）に改称される
- 2001年（平成13年）1月6日 - 厚生労働省職業能力開発局となる
- 2017年（平成29年）7月11日 - 人材開発統括官に衣替え、同局は廃止された。

## 組織
※　廃止時点におけるものである。
- 総務課
  - 基盤整備室
- 能力開発課
- 育成支援課
  - 実習併用職業訓練推進室
  - キャリア形成支援室
- 能力評価課
- 海外協力課
  - 外国人研修推進室